# Cratere Carleton
Carleton è un cratere sulla superficie di Mercurio.